# Tony Taylor
Alejandro Antonio Taylor, detto Tony (Long Beach, 13 luglio 1989), è un ex calciatore statunitense naturalizzato panamense, di ruolo attaccante.

## Carriera
Il 26 febbraio 2018 passa ai canadesi dell'Ottawa Fury.

## Palmarès

### Club

#### Competizioni nazionali
- Segunda Liga: 1

Estoril Praia: 2011-2012